# Municipio de Lynn Grove
Lynn Grove Township es una subdivisión territorial del condado de Jasper, Iowa, Estados Unidos. Según el censo de 2020, tiene una población de 1720 habitantes.
Es una subdivisión exclusivamente geográfica, por cuanto el estado de Iowa no utiliza la herramienta de los townships como gobiernos municipales.

## Geografía
Está ubicada en las coordenadas 41°32′56″N 92°48′34″O / 41.54889, -92.80944 (41.548957, -92.809581). Según la Oficina del Censo de los Estados Unidos, tiene una superficie total de 98.81 km², de la cual 98.74 km² corresponden a tierra firme y 0.07 km² son agua.

## Demografía
Según el censo de 2020, hay 1720 personas residiendo en la zona. La densidad de población es de 17.4 hab./km². El 96.40 % de los habitantes son blancos, el 0.35 % son amerindios, el 0.17 % son asiáticos, el 0,17 % son de otras razas y el 2.91% son de una mezcla de razas. Del total de la población, el 1.28 % son hispanos o latinos de cualquier raza.